# Hemiargus astenida
Hemiargus astenida är en fjärilsart som beskrevs av Lucas 1857. Hemiargus astenida ingår i släktet Hemiargus och familjen juvelvingar. Inga underarter finns listade i Catalogue of Life.